# John Wermer
John Wermer (Viena, 4 de abril de 1927) é um matemático especialista em análise complexa.
Wermer obteve um doutorado na Universidade Harvard em 1951, orientado por George Mackey.
Em 1962 foi palestrante do Congresso Internacional de Matemáticos em Estocolmo.
Em 2012 foi eleito membro da American Mathematical Society.

## Publicações
- Seminar über Funktionenalgebren, Springer, Lecturenotes in Mathematics 1, 1964 (Vorlesungen ETH Zürich, Wintersemester 1963/64)
- com Thomas Banchoff: Linear Algebra through geometry, Springer, Undergraduate texts in mathematics, 2. Edição, 1992
- Banach algebras and several complex variables, Springer, Graduate Texts in Mathematics, 2. Edição 1976
- Potential Theory, Springer, Lecturenotes in Mathematics 408, 1974
- Function rings and Riemann surfaces, Annals of Mathematics, Volume  67, 1958, p. 44–71
- The hull of a curve in {\displaystyle C^{n}}, Annals of Mathematics, Volume 68, 1958, p. 550–561
- Dirichlet Algebras, Duke Math. J., Volume 27, 1960, p. 373–382
- com Hörmander: Uniform approximation on compact sets in {\displaystyle C^{n}}, Math. Scand., Volume 23, 1968